# Heliozoa
Embranchement
Synonymes
- Actinopoda (partim.)[1]
- Heliozoea[1]

Ce taxon est aujourd'hui obsolète.
Heliozoa, les héliozoaires, constituait un groupe d'actinopodes, aujourd'hui avéré polyphylétique. Ces espèces possèdent un squelette de silicate (SiO2) ou chitinoïde (proche de la chitine, de nature glucidique). Aujourd'hui, une soigneuse étude de la phylogénie a permis de proposer l'embranchement monophylétique des héliozoaires recentré autour des Centrohelida.
Les héliozoaires doivent leur nom au biologiste allemand Ernst Haeckel (1834-1919) qui les classifie en 1866 de manière différente des acanthaires et des radiolaires, groupes avec lesquels ils partagent des extensions cytoplasmiques appelés axopodes et un squelette minéral.

## Caractéristiques
Leur alimentation se fait à l'aide d'exopodes (extensions cytoplasmiques) qui produisent des enzymes digestives avant de phagocyter la proie.
Ces protozoaires doivent leur nom à leur structure particulière évoquant la forme du soleil. En effet à partir d'une seule cellule sphérique qui constitue le corps de l'animal émergent des projections radiantes cytoplasmiques : les axopodes. Certaines formes d'héliozoaires possèdent des coquilles composées de grains de sable ou de petites particules semblables, d'autres ont un squelette siliceux. Mais ni les coquilles, ni les squelettes ne sont aussi élaborés que ceux que l'on trouve dans d'autres ordres de sarcodines. Par contre, comme dans les autres ordres de cette classe, le corps est composé de deux couches de cytoplasme, l'ectoplasme et l'endoplasme. L'ectoplasme présente une texture plutôt vacuolaire alors que l'endoplasme très dense contient de nombreuses inclusions, parmi lesquelles le ou les noyaux.
Les héliozoaires vivent en mer ou en eau douce. Ils font partie du plancton et vivent souvent en symbiose avec des algues unicellulaires présentes dans leur cytoplasme (chlorelles et Xanthophycées) mais certaines formes sont fixées à un substrat.

## Classification phylogénétique
Le groupe s'avère aujourd'hui polyphylétique : certains Héliozoaires sont proches des Radiolaires, d'autres des Cercozoaires, d'autres enfin des Chromistes.
Il a cependant été proposé d'employer désormais ce terme pour seulement désigner les Centrohelida ou Centrohelea, formant un groupe monophylétique proche des Haptophyta.

## Taxonomie

### Liste des classes
Selon BioLib (8 décembre 2019) :
- classe Centrohelea Kuhn, 1926
- classe Nucleohelea Kuhn, 1926

### Liste des genres (non classés)
- genre Asterocoelum Canter, 1973
- genre Belonocystis Rainer, 1968
- genre Chondropus Greeff, 1873
- genre Clathrella Penard, 1903
- genre Elaeorhanis Greeff, 1873
- genre Elaster Grimm, 1872
- genre Gelatinophrys Kufferath, 1952
- genre Monobia Burger, 1908
- genre Myriophrys Penard, 1897
- genre Rhumbleria Burger, 1908